# Този див, див запад
„Този див, див запад“ (на английски: Wild Wild West) е американски филм, уестърн екшън-комедия от 1999 г. на американския кинорежисьор Бари Зоненфелд. Сценаристи са братята Джим Томас и Джон Томас. В главните роли участват Уил Смит (Джеймс Уест), Кевин Клайн (Маршал Гордън) и Кенет Брана (Арлис Лъвлес). Главната женска роля се изпълнява от киноактрисата Салма Хайек (Рита Ескобар). Филмът е носител на 6 награди „Златна малинка“.
 Внимание:  Текстът по-долу разкрива сюжета на произведението (или части от него)!
Действиета на филма се развива през 1869 г. по време на възстановяването на президентството на Юлисис Грант. Д-р Арлис Лъвлес, известен като гений на злото е замислил покушение срещу президента на САЩ. За целта той е създал чудовищно метално самоходно оръжие, приличащо на огромен паяк, наречено от него „Тарантула“. Агентите на президентството Джеймс Уест и колегата му Маршал Гордън трябва да обезвредят Лъвлес. Неочаквано в работата им се намесва загадъчната Рита, която усложнява нещата със своя план да се добере до д-р Лъвлес...

## Български дублаж
| Озвучаващи актьори  | Адриана Андреева Елена Бойчева Тодор Георгиев Георги Тодоров Петър Върбанов |
| Преводач            | Анна Делчева                                                                |
| Тонрежисьор         | Стефан Македонски                                                           |
| Режисьор на дублажа | Кирил Бояджиев                                                              |